# Federal Triangle (metrostation)
Federal Triangle is een metrostation in Washington D.C. aan de Silver, Blue en Orange Line van de metro van Washington.
Het station is gelegen in de Federal Triangle, een driehoek met overheidsgebouwen gelegen tussen Constitution Avenue, Pennsylvania Avenue en 15th Street Northwest. Federal Triangle is tevens het aangewezen metrostation voor toegang tot een paar van de musea van de Smithsonian Institution gelegen aan de noordelijke kant van de National Mall. 
Het station ging open op 1 juli 1977 als onderdeel van de blauwe lijn. De oranje lijn werd opgestart op 20 november 1978, de zilveren lijn op 26 juli 2014.

## Nabije omgeving
- Old Post Office
- Internal Revenue Service
- Environmental Protection Agency
- United States Department of Commerce
- National Museum of African American History and Culture
- National Museum of American History
- National Museum of Natural History

## Externe link

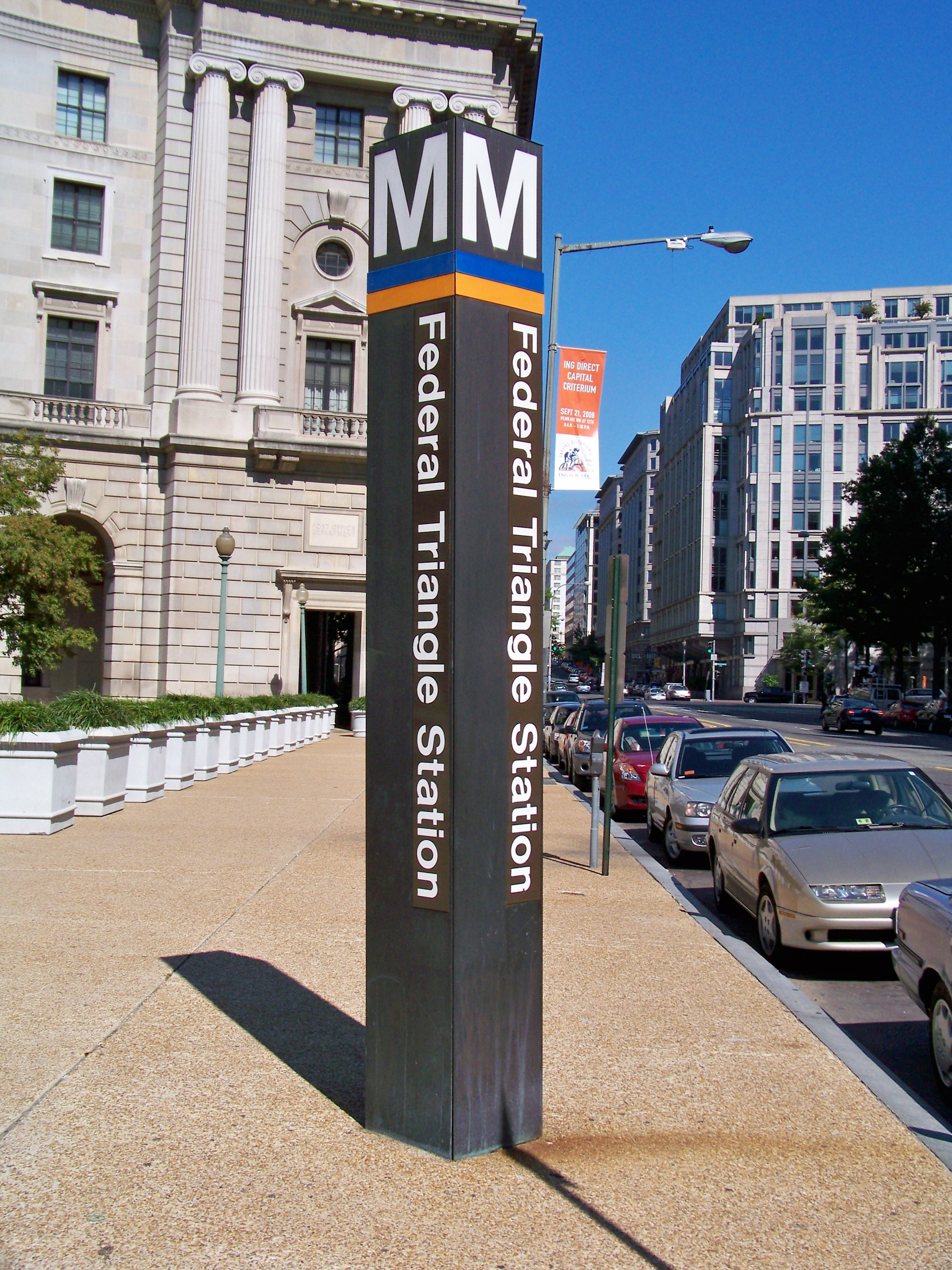
Stationsingang